# Monique Querida
Monique Querida est une danseuse et professeur de danse belge du XXe siècle.

## Biographie
Elle apparait dans la troupe du Théâtre royal de la Monnaie dirigée à l'époque par Leonid Katchourovsy pour la saison 1934-1935.
Son premier rôle titre est Djanilah dans le ballet éponyme de Marthe Coeck sur une musique de Fernand Brumagne, créé le 18 avril 1943.
Elle disparait du répertoire des danseuses du théâtre à la saison 1943-1944 mais elle intervient à nouveau, au cachet, en avril 1954 dans la « Danse espagnole » de Casse-Noisette, avec André Leclair. En 1961, Monique Querida retrouve le TRM comme maitresse de ballet du Ballet du XXe siècle.
Entre temps, elle a monté sa petite troupe, les « Ballets Monique Querida », et la produit à différentes reprises au Théâtre royal d’Ostende.

## Professorat
La saison suivante, elle occupe le poste de professeur de danse au TRM, comme Lydia Chagoll et le garde jusqu'en 1965.